# Sông Cổ Cò (Sóc Trăng)
Sông Cổ Cò là một con sông nhỏ tại tỉnh Sóc Trăng.
Sông Cổ Cò được bắt đầu từ kênh Bạc Liêu của tỉnh Bạc Liêu, chảy vào Sóc Trăng tại địa phận xã Hòa Tú 2, huyện Mỹ Xuyên. Từ đây sông chảy theo hướng đông bắc và nhập vào sông Mỹ Thanh tại địa phận xã Thạnh Thới Thuận, huyện Trần Đề, tỉnh Sóc Trăng.
Sông có chiều dài khoảng 25 km, làm thành ranh giới tự nhiên giữa huyện Mỹ Xuyên và thị xã Vĩnh Châu.